# Guillem I d'Acaia
Guillem I d'Acaia (?-1209), més conegut com a Guillem de Champlitte, anomenat El Xampanyès en record dels seus orígens, fou fundador del Principat d'Acaia el 1205. Procedia de la casa vescomtal de Dijon, senyors de Pontailler, de Chaussin i de Talmay.

## Orígens
Guillem era el segon fill d'Eudes el Xampanyès, el qual era probablement un bastard del comtat de Xampanya (fill d'Hug I de Xampanya i d'Elisabet de Varais, senyora de Champlitte, filla d'Esteve Cap Interpid, comte palatí de Borgonya). La seva mare era Sibil·la de la Ferté, vescomtessa de Dijon, filla d'una senyora de nom desconegut, germana i hereva de Gosbert III de la Ferté, vescomte de Dijon. Sibil·la és esmentada fins al 1177 i Eudes de Champlitte fins almenys el 1187. Aquest matrimoni va tenir almenys cinc fills mascles: Eudes (II), Guillem, Pons (mort jove), Lluís († vers 1207) i Hug († després del 1196); i una filla de nom Beatriu de Champlitte.

## Matrimonis
Guillem es va casar amb Alais de Montréal, senyora de Meursault, que devia morir el 1196, i poc després es va casar en segones núpcies (el mateix 1196) amb Elisabet de Mont-Saint-Jean, vídua d'Aimó senyor de Marigny conestable de Borgonya, i filla d'Hug de Mont-Saint-Jean; però se'n va divorciar el 1199 (llavors Elisabet es va casar a Bertran de Saudon) i es va casar en terceres núpcies amb Eustàquia de Courtenay, senyora de Placy-sur-Armancon, vídua de Guillem de Brienne, filla de Pere de França, senyor de Courtenay i d'Elisabet senyora de Courtenay (per tant neta de Lluís VI de França, el pare de Pere).

## La quarta croada
Eudes II i Guillem van respondre a la crida del papa del 1199 per anar a la Quarta Croada. Quan Guillem va marxar (1200) la seva tercera dona, Eustàquia, estava embarassada i va donar a llum a un fill de nom Guillem, nascut el 1201. Guillem va ser un dels croats que va signar la carta adreçada al papa l'abril del 1203; els altres signants eren: el comte Balduí de Flandes, Lluís I de Blois i Hug IV comte de Saint Pol. Amb aquesta carta justificaven els fets de l'ocupació de Zara, al papa Innocenci III, que els havia excomunicat per haver atacat un estat cristià. Demanaven que no anatematitzés al marquès Bonifaci I de Montferrat, un dels líders croats, per tal de preservar la integritat de l'expedició, que encara tenia molt per fer.
El seu germà Eudes II de Champlitte va ser ferit en combat i va morir durant el setge i conquesta de Constantinoble el maig del 1204. El vescomtat de Dijon va quedar sota l'administració de Lluís, germà d'Eudes i de Guillem, que com a germà més gran era l'hereu.
Els croats van escollir com a emperador dels territoris conquerits a Balduí de Flandes, que va ser coronat el 16 de maig del 1204, després Guillem de Champlitte es va unir a Bonifaci de Montferrat, que va esdevenir rei de Tessalònica.

## La conquesta d'Acaia
Després de participar en la conquesta del nord de Grècia pels croats, el rei de Tessalònica, Bonifaci de Montferrat li va concedir el dret de conquerir el Peloponès, que en aquell temps anomenaven Morea. Però segons la Partitio terrarum imperii Romaniae acordada entre els líders croats i la República de Venècia, que havia finançat la croada, el territori del Peloponès pertocava als venecians, els quals només van mostrar interès a ocupar unes poques ciutats portuàries. Guillem, amb un petit exèrcit format només per uns cent cavallers i uns cinc-cents soldats, va conquerir la part nord de la regió sense trobar gaire resistència dels grecs.
El 1205 va arribar Jofre de Villehardouin, amic de Guillem, que havia convençut al rei Bonifaci que, ja que tenien ocupada una part de Messènia, la resta seria fàcil del Peloponès seria fàcil de conquerir. Jofre va proposar compartir el territori conqueririen amb Guillem i aquest en va estar d'acord. Bonifaci va decidir que donaria en feu a Guillem el Peloponès. Jofre i Guillem van jurar fidelitat a Bonifaci i van sortir a conquerir la resta de la península. El romà d'Orient Miquel I Ducas, que al començament s'havia sotmès als croats, es va declarar independent i controlava des d'Etòlia fins a Acarnània. Aquest, amb el suport del general Miquel Cantacuzè, fill del ja difunt Joan Cantacuzè, va voler aturar els llatins a la part occidental del Peoloponès i es va enfrontar amb Guillem de Champlitte però fou derrotat a Kato-Acaia, al fons del golf de Patres, fet que va acabar amb les seves ambicions (batalla del camp d'oliveres, 1205). Llavors els croats llatins, que dominaven el nord-oest del Peloponès, van poder avançar per l'Èlide entrant a la vial principal, Andravida, on foren rebuts pel bisbe i els notables locals. Després van avançar cap a la vall del riu Alfeu, Messènia, on van trobar resistència a la ciutat de Calamata, resistència que fou vençuda. Finalment van penetrar per la vall de Lacos on, entre les muntanyes Itome i Hel·lenitza, les forces locals gregues reclutades als pobles de Lacedemònia, Lacònia i Arcàdia (les poblacions de Veligosti i Nikli) foren aniquilades pels croats que així podien anar cap a la part sud o oriental de la península (1207). Només resistia el magnat Leo Sgouros. El papa el va reconèixer el novembre de 1205 com a príncep d'Acaia (de tot el Peloponès); els grecs el van anomenar Campanezis (Καμπανέζης).
A la part oriental Monemvasia, Epidaur, Argos, Nàuplia i Corint, estaven en mans dels grecs, però Guillem de Champlitte abans de seguir avançant va voler organitzar el territori i la defensa de les zones ja dominades. Es va crear un consell de cavallers o barons amb quatre arconts grecs, presidit per Jofre de Villehardouin, que havia de distribuir les terres entre els principals senyors llatins. Com a domini particular Guillem va obtenir el litoral de l'Èlide i Messènia amb les planes que anaven cap a l'interior d'aquestes regions. Es van crear dotze baronies que foren concedides als dotze principals cavallers francs.

## Mort i successió
El 1208 Guillem va saber la mort sense fills del seu germà Lluís, vescomte o regent del vescomtat de Dijon i altres senyories a Borgonya que Guillem considerava la seva herència (d'Eudes II o de Lluís); llavors va marxar a Borgonya per reclamar els seus drets deixant el seu nebot Hug com a delegat (batlle) a Acaia i amb Jofré de Villehardouin al front de la comissió que repartia els feus assignats a Acaia. Guillem va morir pel camí, a la Pulla (1209) i el seu nebot Hug de Champlitte va morir també poc després. A Acaia l'hauria succeït el seu cosí Robert; el "Llibre de la Conquesta de Morea", escrit per Jofré de Villehardouin explica que “Guillem va nomenar un cosí seu de nom Robert” com a successor a Acaia però que la seva arribada a Grècia fou retardada per les maquinacions de Jofré de Villehardouin fins a acabaments d'any, i no va poder complir amb el que s'havia convingut amb Guillem de Champlitte, fet que va resultar en l'elecció de Jofre com a hereu.
La dona de Guillem, Eustàquia, en quedar vídua es va casar amb un altre Guillem, comte de Sancerre i va morir el 6 d'abril del 1235. El seu fill Guillem II va heretar el vescomtat de Dijon i diverses senyories (Pontailler-sur-Saône, Maxilly-sur-Saône,Vonges i Heuilley-sur-Saône).